# Гемсбюнде
Гемсбюнде (нім. Hemsbünde) — громада в Німеччині, розташована в землі Нижня Саксонія. Входить до складу району Ротенбург-на-Вюмме. Складова частина об'єднання громад Ботель.
Площа — 22,33 км2. Населення становить 1203 ос. (станом на 31 грудня 2021).

## Історія
З 1906 по 1958 рік у Гемсбюнде була залізнична станція на залізничній лінії Бреммерверде-Вальсроде на ділянці між Ротенбургом (Вюмме) і Віссельгьоведе. З 1971 року муніципалітет Хемсбюнде належав до новоствореного об'єднаного муніципалітету Ботель.